# Geloof (religieus)

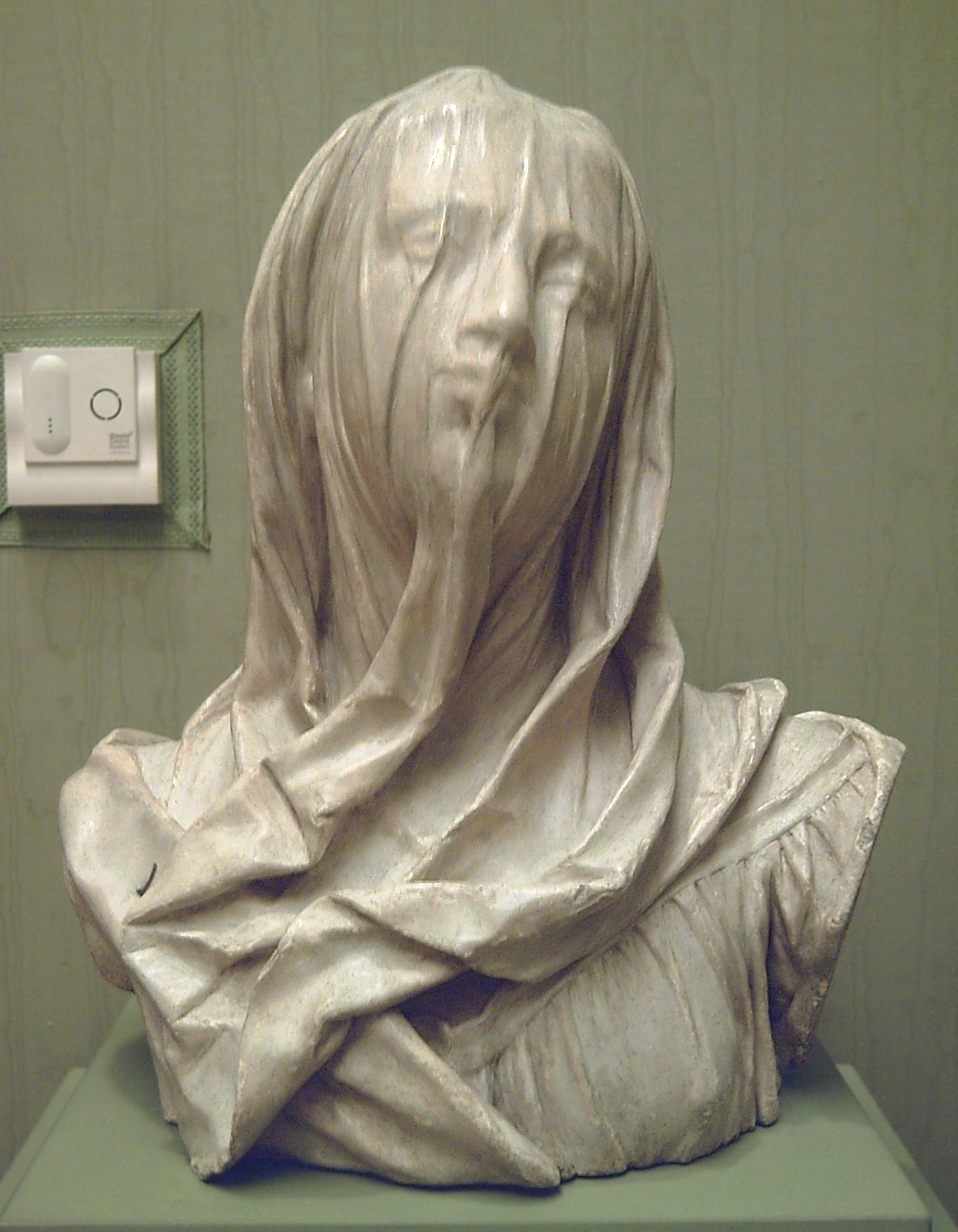
Het geloof (1752–53), allegorie van Luis Salvador Carmona.

In de context van religie is geloof het vertrouwen in of de overtuiging van de juistheid van een specifiek systeem van religieuze opvattingen waarvoor geen bewijs is.
In het dagelijks spraakgebruik wordt geloof ook als synoniem gebruikt van religie of godsdienst: "Welk geloof heeft u?" betekent in de regel "Tot welke religie / godsdienst behoort u?"

## Herkomst van de term
Het Nederlandse woord geloof is vaak een vertaling van het Griekse zelfstandig naamwoord πίστις, pistis, met de fundamentele betekenis van "trouw, vertrouwen". Het bijbehorende werkwoord is πιστεύω, pisteuo, "ik ben trouw, ik vertrouw". Oorspronkelijk bedoeld was: "Ik vertrouw op ..., ik bind mijn bestaan ..., ik ben trouw aan ...". Het woord richt zich daarom op vertrouwen, gehoorzaamheid, trouw (zie: belofte, verloving).
Het Latijnse woord credere (van cor dare: "geven / doneren van het hart") is direct verwant aan de oude Indogermaanse wortel sraddha- ("geloven") en is een zeer oude verbaalsamenstelling. De componenten betekenen "hart" en "zetten, plaatsen, leggen", dus samengevoegd zoiets als "legt zijn hart op iets".

## Geloof in het christendom
Geloof in het christendom wordt vaak aangeduid als het geloven dat God Zijn beloftes zal nakomen, vertrouwen in Gods betrouwbaarheid, de betrouwbaarheid van de Bijbel en zich voor het eigen handelen baseren op Gods karakter en betrouwbaarheid. Sommige definities baseren zich op de bijbelse formulering in de Brief aan de Hebreeën (11:1) dat geloof "de grondslag [legt] voor alles waarop we hopen, het overtuigt ons van de waarheid van wat we niet zien". Net als in de andere abrahamitische religies omvat het een geloof in het bestaan van God, de realiteit van een transcedent domein dat door God wordt bestuurd als Zijn koninkrijk en in de zegeningen van Gods wil of Gods plan voor de mensheid.
Het christendom verschilt van de andere abrahamitische religies doordat het zich richt op de leer van Jezus en zijn rol als de voorspelde Messias of Christus. Het omvat ook een geloof in het "nieuw verbond". Volgens de meeste christelijke tradities vereist het christelijke geloof een geloof in de dood en herrijzenis van Christus, dat het plan van God de Vader is.
Binnen het christendom worden ook vormen van 'ongeloof' of 'schijngeloof' onderscheiden van het 'zaligmakend geloof'. Geloof wordt in orthodox-gereformeerde en bevindelijk-gereformeerde kringen in Nederland wel onderscheiden in:
- Tijdgeloof (Wanneer iemand maar voor een tijdje gelooft)
- Wondergeloof (Men gelooft alleen omdat men een wonder heeft gezien)
- Historisch geloof (Men houdt het christelijk geloof voor waar, maar de innerlijke betrokkenheid op God ontbreekt)
- Zaligmakend geloof (Men gelooft in de vergeving van zijn/haar zonden en het eeuwige leven)[1][2][3]